# Rutherford (Tennessee)
Rutherford – miasto w Stanach Zjednoczonych, w stanie Tennessee, w hrabstwie Gibson.